# Polícia do Assentamento Judaico
A Polícia do Assentamento Judaico (JSP)  foi uma divisão do Notrim estabelecida no Mandato Britânico da Palestina durante a revolta árabe de 1936–1939. 

## História
A JSP foi estabelecida em 1936, e de acordo com uma declaração feita pelo Governo da Palestina em junho de 1947 e referenciada pela Comissão Palestina das Nações Unidas, a força em si era composta por 1.929 homens na época, chegando a 2.000 no início de 1948. Mas pode ter tido um número muito maior de membros, pois a JSP fornecia treinamento paramilitar às unidades da Haganá, que usavam a JSP como um "centro de treinamento". Entre sua formação em 1936 e o final de 1945, 13.455 membros da Haganá foram membros ou receberam recursos e treinamentos da JSP. As autoridades britânicas forneciam uniformes especiais, armas Martini–Henry, caminhões ligeiros e algumas metralhadoras. Além disso, permitiram que a força controlasse as terras ao redor das aldeias judaicas e dos kibutzim. Assim, a força expandiu os recursos da Haganá e ajudou a fornecer uma base legal para muitas das suas atividades.

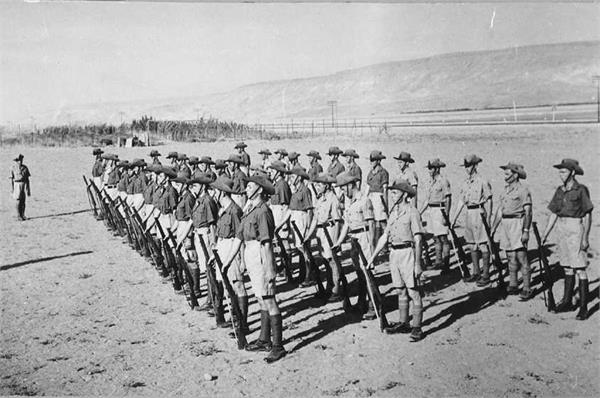
Polícia do assentamento judaico em 1941

A Polícia do Assentamento cooperou com os britânicos para formar uma unidade conjunta britânico-judaica conhecida como Esquadrões Noturnos Especiais, sob o comando de um oficial britânico chamado Charles Orde Wingate, um "fervoroso sionista cristão" destacado para a Palestina em 1936. Os Esquadrões Noturnos Especiais lutaram contra guerrilheiros árabes que atacaram o oleoduto da Iraq Petroleum Company.
Um membro notável da força foi Ariel Sharon, que se juntou à JSP em 1945 e se tornou instrutor. Outro membro notável foi Yigal Allon. Mais tarde, ambos serviram como ministros no governo israelense; Sharon também foi primeiro-ministro; Allon foi primeiro-ministro interino.